# Горошек гороховидный
Горошек гороховидный (лат. Vicia pisiformis) — многолетнее травянистое растение, вид рода Горошек (Vicia) семейства Бобовые (Fabaceae).

## Ботаническое описание
Многолетнее травянистое неопушённое растение высотой до 2 метров. Стебель слабый, ребристый, стелющийся, цепляющийся усиками.
Лист сложный, с 3–5 парами яйцевидных тупых листочков до 4,5 см длиной и 3,5 см шириной, нижняя пара в основании листа крупнее остальных, прикрывающая короткие полустреловидные прилистники до 1 мм длиной. Ось листа оканчивается ветвистым усиком.
Цветоносы слегка изогнутые, по длине равны или чуть меньше листьев. Кисть довольно рыхлая, с 10–15 цветками. Цветки поникающие, до 1,7 см длиной, бледно-желтые. Парус (флаг) продолговатый, пластинка короче ноготка.
Плод — продолговатый боб (стручок) около 3,5 см длиной и до 1 см шириной, на ножке, превышающей по длине чашечку. Окраска при созревании бурая. Семена шаровидные, бурые, с рубчиком до половины окружности.
Хромосомное число: 2n = 14

## Распространение и экология
Природный ареал охватывает Скандинавию, Атлантическое побережье и среднюю Европу, Крым, заходит в Балкано-Малоазиатский регион до Стамбула. На территории России встречается в Европейской части до таежной области на севере, чаще в чернозёмной полосе, также на Кавказе. Вид включен в ботанический атлас растений Ленинградской области.
Произрастает преимущественно по лиственным лесам на опушках и полянах, среди кустарников. Предпочитает щелочные почвы.

## Хозяйственное значение
Как кормовая культура в свежем виде поедается скотом неохотно вследствие жёсткости, возможно, имеет потенциал как силосное растение.

## Охранный статус
Вид включен в красные книги Московской (категория 2 — «вид, сокращающийся в численности»), Тульской, Владимирской и Рязанской областей (категория 3 — «редкий вид»).
Лимитирующими факторами являются рубка лесов, рекреационное воздействие и выпас.

## Классификация

### Таксономия
Vicia pisiformis L., 1753, Sp. Pl.: 734
Вид Горошек гороховидный относится к роду Горошек (Vicia) подсемейства Мотыльковые (Papilionoideae) семейства Бобовые (Fabaceae) порядка Бобовоцветные (Fabales). Таксономическая схема в соответствии с Системой APG IV по состоянию на декабрь 2023 года:
|  |                                      |  |                                   |                                   |                   |  | ещё 3 семейства | ещё 3 семейства   |                          |  |  |  | еще 523 рода                                                    | еще 523 рода         |  |  |
|  |                                      |  |                                   |                                   |                   |  | ещё 3 семейства | ещё 3 семейства   |                          |  |  |  | еще 523 рода                                                    | еще 523 рода         |  |  |
|  |                                      |  |                                   | порядок Бобовоцветные             |                   |  |                 |                   | подсемейство Мотыльковые |  |  |  |                                                                 | Горошек гороховидный |  |  |
|  |                                      |  |                                   | порядок Бобовоцветные             |                   |  |                 |                   | подсемейство Мотыльковые |  |  |  |                                                                 | Горошек гороховидный |  |  |
|  | отдел Цветковые, или Покрытосеменные |  |                                   |                                   | семейство Бобовые |  |                 |                   | род Горошек              |  |  |  |                                                                 |                      |  |  |
|  | отдел Цветковые, или Покрытосеменные |  |                                   |                                   |                   |  |                 |                   |                          |  |  |  |                                                                 |                      |  |  |
|  |                                      |  | ещё 63 порядка цветковых растений | ещё 63 порядка цветковых растений |                   |  |                 | еще 5 подсемейств | еще 5 подсемейств        |  |  |  | еще 296 подтвержденных видов и 52 вида, ожидающих подтверждения |                      |  |  |
|  |                                      |  |                                   | ещё 63 порядка цветковых растений |                   |  |                 |                   | еще 5 подсемейств        |  |  |  |                                                                 |                      |  |  |

### Синонимы
- Cracca pisiformis (L.) Opiz
- Ervilia pisiformis (L.) Schur
- Ervum pisiforme (L.) Peterm.
- Vicia ochroleuca Gilib.
- Vicilla pisiformis (L.) Schur